# José Luis Cabión
José Luis Cabión Dianta (* 14. November 1983 in San Antonio) ist ein chilenischer Fußballspieler. Der Mittelfeldspieler absolvierte sechs Länderspiele für Chile. Bei der Kommunalwahl 2021 wurde Cabión in den Stadtrat von Melipilla gewählt.

## Karriere

### Verein
José Luis Cabión begann seine Karriere 2004 bei Deportes Melipilla in der Meister der Primera B, die er mit dem Klub 2004 in 2006 gewinnen konnte. Nach dem Aufstieg 2006 war er in der Primera División 2007 Teamkapitän. Nach den guten Leistungen in Verein und Nationalmannschaft wechselte der Mittelfeldspieler zu Rekordmeister CSD Colo-Colo. In der ersten Saison bei den Albos war er noch Stammspieler, doch in der zweiten Saison wurde er in die Reservemannschaft versetzt und schließlich vom neuen Meister Everton per Leihe verpflichtet, die im Dezember 2008 endete. Zwei weitere Leihen zum CD Santiago Morning und zum CD Cobresal folgten.
Nach der Rückkehr zu Colo-Colo hatte Cabión unter Trainer Américo Gallego einen Startelfplatz in Liga und Copa Libertadores, entschied sich aber dennoch für einen Wechsel zurück zu Cobresal. Nach einem erfolgreichen Probetraining unterschrieb der Mittelfeldspieler einen 6-Monats-Vertrag bei Neftçi Baku aus Aserbaidschan. Dort wurde er aserbaidschanischer Meister und Pokalsieger 2012/13, allerdings konnte er nicht viele Spielanteile verzeichnen. Im Juli 2013 kehrte er daher nach Chile zurück und spielte fortan für die Rangers de Talca, wurde 2014 aber erneut an Santiago Morning verliehen. 2015 spielte Cabión erneut für Cobresal und wechselte 2018 zu seinem ersten Profiklub Deportes Melipilla. Mit den Potros schaffte er den Aufstieg in die Primera División, musste in der Folgesaison aber den Zwangsabstieg hinnehmen, auch wenn sportlich der Klassenerhalt erreicht wurde. Der Klub wurde dann bis in die Segunda División durchgereicht.
Noch während seiner aktiven Laufbahn ist Cabión auch anderweitig tätig. 2021 wurde er mit einer Laufzeit von vier Jahren zum Stadtrat von Melipilla gewählt.

### Nationalmannschaft
José Luis Cabión debütierte im Mai 2007 für die Nationalmannschaft unter Nelson Acosta im Freundschaftsspiel gegen Kuba, als er in der 81. Spielminute für Carlos Villanueva eingewechselt wurde. Nach weiteren Freundschaftsspielen wurde der Mittelfeldspieler für die Copa América 2007 nominiert. Beim Turnier in Venezuela kam Cabión zu einem Einsatz bei der 1:6-Niederlage gegen Brasilien, als er in der 59. Spielminute für Gonzalo Jara eingewechselt wurde. Chile schied mit dieser Niederlage im Viertelfinale aus. Cabión bestritt keine weiteren Länderspiele nach dem Turnier.

## Erfolge
Melipilla
- Meister der Primera B: 2004, 2006

Colo-Colo
- Chilenischer Meister: 2007-C

Neftçi Baku
- Aserbaidschanischer Meister: 2012/13
- Aserbaidschanischer Pokalsieger: 2012/13